# 多田站 (栃木縣)

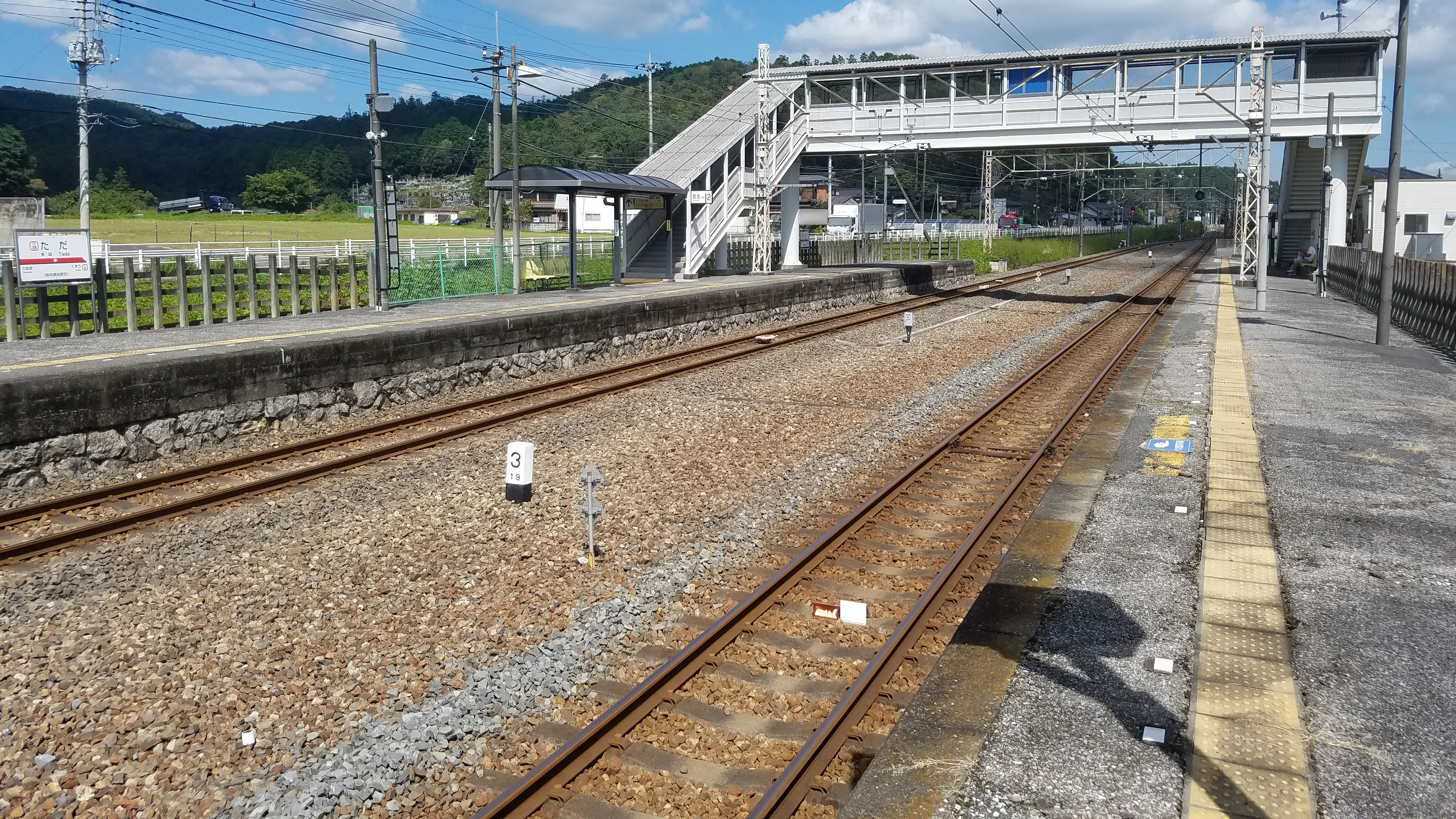
月台（2021年9月）

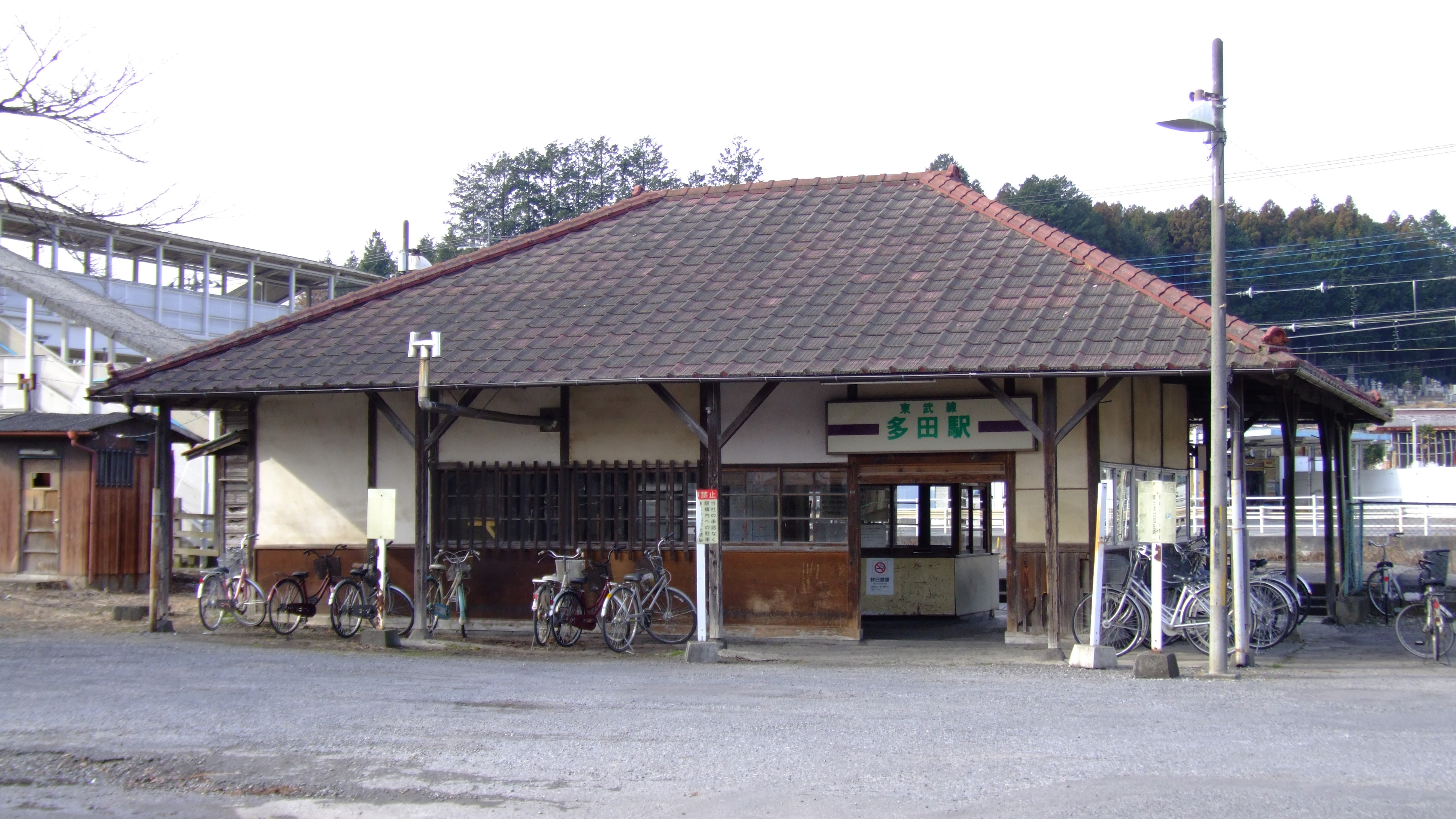
舊站房（2007年1月）

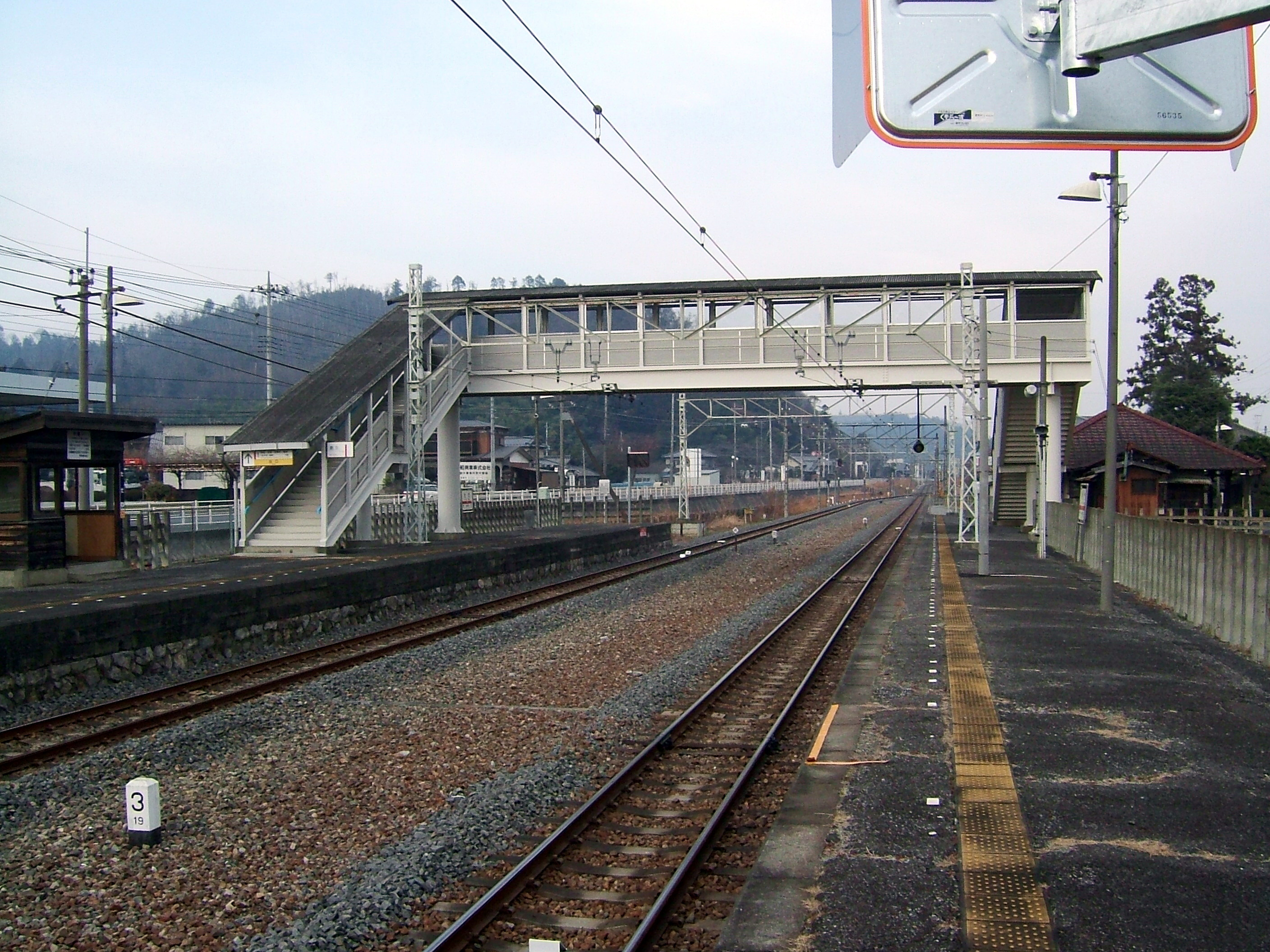
站房改建前的月台（2007年1月）

多田站（日语：／ Tada eki */?）是日本栃木縣佐野市多田町的東武鐵道佐野線車站。車站編號TI 38。

## 歷史
- 1894年（明治27年）3月20日 - 開業。站房前設立紀念碑。
- 1973年（昭和48年）9月1日 - 車站無人化。
- 2007年（平成19年）10月 - 站房改建。

## 車站構造
本站是側式月台2面2線地面車站。由於下一站葛生站月台只有1線，因此班次較多的早晨傍晚時段會在本站進行列車交會。上下線之間的空地是過去貨物列車運送石灰使用的中線。
2007年（平成19年）10月新建的站房在館林方向月台側，有天橋通往葛生方向月台。原來的木造站房已拆除解體。葛生方向月台設有候車室。

### 月台配置
| 月台 | 路線   | 方向 | 目的地   |
| ---- | ------ | ---- | -------- |
| 1    | 佐野線 | 上行 | 館林方向 |
| 2    | 佐野線 | 下行 | 往葛生   |

## 使用情況
2017年度1日平均上下車人次為156人。
近年1日平均上下車人次變化如下表｡
| 年度               | 1日平均 乗降人員 |
| ------------------ | ---------------- |
| 2001年（平成13年） | 199              |
| 2002年（平成14年） | 157              |
| 2003年（平成15年） | 165              |
| 2004年（平成16年） | 163              |
| 2005年（平成17年） | 162              |
| 2006年（平成18年） | 154              |
| 2007年（平成19年） | 158              |
| 2008年（平成20年） | 157              |
| 2009年（平成21年） | 162              |
| 2010年（平成22年） | 161              |
| 2011年（平成23年） | 155              |
| 2012年（平成24年） | 151              |
| 2013年（平成25年） | 144              |
| 2014年（平成26年） | 146              |
| 2015年（平成27年） | 153              |
| 2016年（平成28年） | 143              |
| 2017年（平成29年） | 156              |

## 車站周邊
- 佐野市立多田小學校
- 田沼工業團地
- 栃木縣道136號多田停車場線（日语：栃木県道136号多田停車場線）
- 國道293號（日语：国道293号）

## 巴士路線
- 生活路線巴士「さーのって號」田沼葛生線
  - 葛生站南巴士回轉場 - 多田翠下町 - 正中田沼（日语：道の駅どまんなか たぬま） - 佐野站

## 外部連結
- 多田（車站資訊） - 東武鐵道